# Que ángel será
Que Ángel Será fue lanzado en 1982, es la versión en español del álbum Che Angelo Sei. La canción más popular del álbum fue Isla Para Dos.

## Canciones
Cara A
1. "Que Ángel Será"
2. "Isla Para Dos"
3. "Meditando"
4. "Por Qué"
5. "Un Hombre Solitario"

Cara B
1. "Tú Y Solo Tú"
2. "Parigi È Bella Com'è"
3. "1961"
4. "También Tú"
5. "Yo Te Busco"